# بایی (ایولین)
بایی (به فرانسوی: Bailly) یک کمون (فرانسه) در فرانسه است که در ایولین واقع شده‌است. بایی ۶٫۵۳ کیلومتر مربع مساحت دارد ۱۸۱ متر بالاتر از سطح دریا واقع شده‌است.